# Karyn Kupcinet

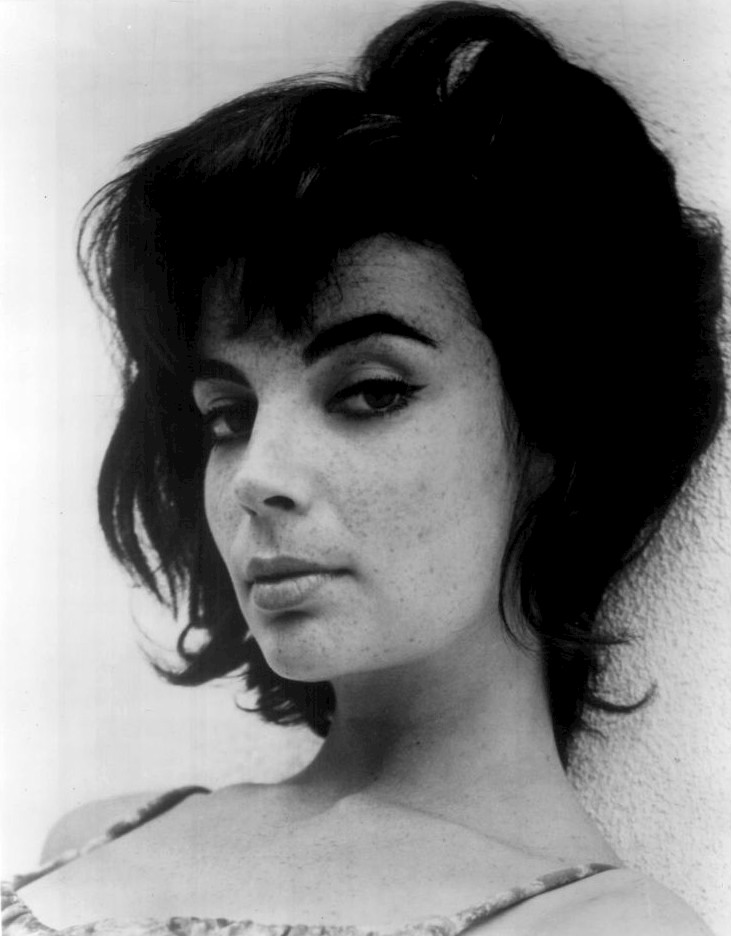
Karyn Kupcinet in 1962

Karyn “Cookie” Kupcinet (Chicago, 6 maart 1941 - West Hollywood, 28 november 1963) was een actrice die rond 1960 actief was. Kupcinet overleed onder nooit opgehelderde omstandigheden op 22-jarige leeftijd in 1963. Naast kleine rollen in TV shows, speelde zij in de film The Little Shop of Horrors uit 1960 (onder de naam "Tammy Windsor"). Verder speelde ze in de film The Ladies Man uit 1961.